# والتر ديو
كبير مفتشي المباحث والتر ديو (بالإنجليزية: Walter Dew) (17 أبريل 1863 - 16 ديسمبر 1947) كان ضابط شرطة العاصمة في لندن وشارك في مطاردة كل من جاك السفاح والدكتور هولي هارفي كريبن.

## روابط خارجية
- ديو على موقع كتيب: جاك السفاح
- الرجل الذي قبض على كريبن
- تفاصيل التعداد المتعلقة بوالتر ديو